# Phylidorea melanommata
Phylidorea melanommata là một loài ruồi trong họ Limoniidae. Chúng phân bố ở miền Cổ bắc.